# Bayern Rundfahrt

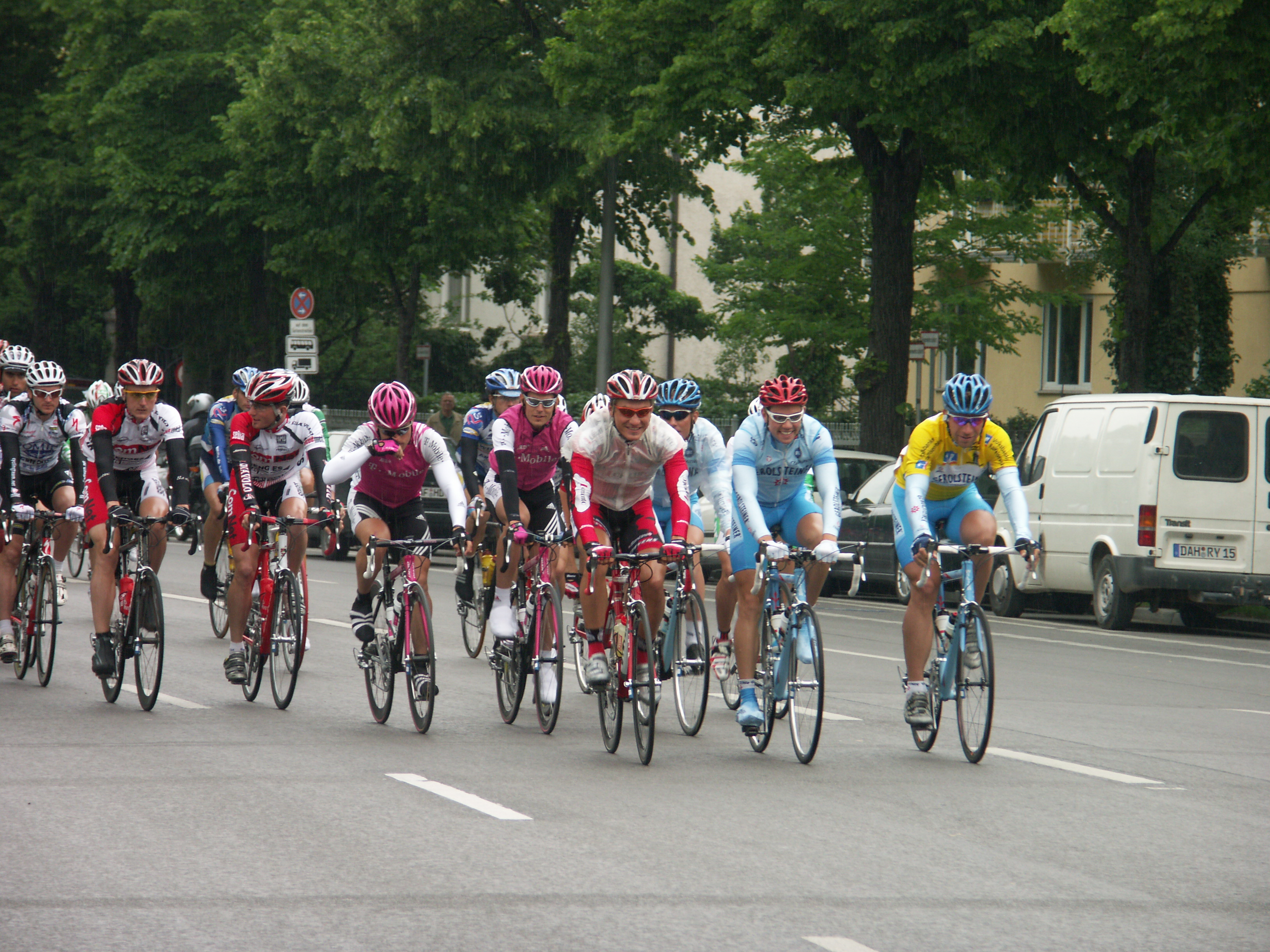
Partenza del Giro di Baviera 2004

La Bayern Rundfahrt (it.: Giro di Baviera) era una corsa a tappe di ciclismo su strada maschile svoltasi con cadenza annuale dal 1989 al 2015 in Baviera, Germania.

## Storia
Una corsa a tappe in Baviera, riservata prima ai Seniores e poi ai dilettanti, si svolse dal 1980 al 1988; tali edizioni non rientrano però negli annuari del Giro di Baviera.
La prima edizione del Giro di Baviera, corsa nel giugno 1989, vide il successo di Kai Hundertmarck; nelle prime edizioni, fino al 1995 compreso, la gara si svolse in formato Open, aperto cioè a dilettanti e professionisti. Riservata alla nuova categoria degli Elite a partire dal 1996, dal 2005 al 2015 ha fatto parte del calendario dell'UCI Europe Tour come prova di classe 2.HC. Nel 2016 la gara, inizialmente calendarizzata, è stata annullata per problemi economici, e da allora non è stata più organizzata.
Plurivincitori del Giro di Baviera sono Jens Voigt e Michael Rich, con tre successi ciascuno entrambi a inizio anni 2000.

## Albo d'oro
Aggiornato all'edizione 2015.
| Anno | Vincitore             | Secondo             | Terzo              |
| ---- | --------------------- | ------------------- | ------------------ |
| 1989 | Kai Hundertmarck      | Koen Van Rooy       | Hans Knauer        |
| 1990 | Jörg Paffrath         | Luboš Lom           | Eddy Seigneur      |
| 1991 | Brian Walton          | Lutz Lehmann        | Thomas Fleischer   |
| 1992 | Jacques Jolidon       | Willy Willems       | Dirk Schiffner     |
| 1993 | Alexander Kastenhuber | Jens Zemke          | Daniel Lanz        |
| 1994 | Pavel Padrnos         | Jimmi Madsen        | Thomas Liese       |
| 1995 | Timo Scholz           | Volker Ordowski     | Arnaud August      |
| 1996 | Uwe Peschel           | Michael Rich        | Andreas Walzer     |
| 1997 | Christian Henn        | Bert Dietz          | Arnaud Prétot      |
| 1998 | Steffen Kjærgaard     | Axel Merckx         | Daniel Atienza     |
| 1999 | Rolf Aldag            | Sven Gaute Hölestöl | Torsten Schmidt    |
| 2000 | Jens Voigt            | Michael Rich        | Tobias Steinhauser |
| 2001 | Jens Voigt            | Rolf Aldag          | Artur Babajcev     |
| 2002 | Michael Rich          | Jens Voigt          | Yuriy Krivtsov     |
| 2003 | Michael Rich          | Patrik Sinkewitz    | Thomas Liese       |
| 2004 | Jens Voigt            | Andreas Klöden      | Tomasz Brozyna     |
| 2005 | Michael Rich          | Aleksandr Vinokurov | Linus Gerdemann    |
| 2006 | José Alberto Martínez | Beat Zberg          | Luke Roberts       |
| 2007 | Stefan Schumacher     | Bert Grabsch        | Jens Voigt         |
| 2008 | Christian Knees       | Andreas Dietziker   | Niki Terpstra      |
| 2009 | Linus Gerdemann       | Maxime Monfort      | David Le Lay       |
| 2010 | Maxime Monfort        | Adriano Malori      | Simon Špilak       |
| 2011 | Geraint Thomas        | Nicki Sørensen      | Michael Albasini   |
| 2012 | Michael Rogers        | Jérôme Coppel       | Vladimir Gusev     |
| 2013 | Adriano Malori        | Geraint Thomas      | Jan Bárta          |
| 2014 | Geraint Thomas        | Mathias Frank       | Vasil' Kiryenka    |
| 2015 | Alex Dowsett          | Tiago Machado       | Jan Bárta          |